# Waffenschule Luftwaffe
Die Waffenschule Luftwaffe ist eine Ausbildungseinrichtung der Luftwaffe der Bundeswehr am Standort Laage. Sie wurde am 1. Oktober 2019 aufgestellt. In der Zeit des Kalten Krieges gab es bereits die drei Waffenschulen der Luftwaffe 10, 30 und 50, welche die taktische Schulung von Piloten auf Einsatzmustern durchführten. Später wurden sie zu Jagdbombergeschwadern umgegliedert.

## Waffenschule Luftwaffe (seit 2019)
Am 1. Oktober 2019 wurde die Waffenschule Luftwaffe in Laage beim Taktischen Luftwaffengeschwader 73 „Steinhoff“ feierlich in Dienst gestellt.
Der Hauptauftrag der Waffenschule Luftwaffe ist es, Schlüsselpersonal verbundener Luftkriegsoperationen zu Waffenlehrern auszubilden. Dazu führt die Waffenschule Luftwaffe Waffenlehrerlehrgänge durch, so genannte WICs (engl. für Weapons Instructor Course).
Während eines WICs werden die Lehrgangsteilnehmer als WUGs (Weapons Undergraduate) bezeichnet. Diese sind bereits vollumfänglich auf ihrem jeweiligen Waffensystem ausgebildet und haben sich durch exzellente Leistungen für die Teilnahme am WIC qualifiziert. Der Kurs ist in drei Phasen aufgeteilt, „Academics“, „Tactical Phases“ und „Mission Employment“:
- Während der Academics schulen Spezialisten und Experten sämtlicher militärischer Luftfahrtbranchen die Lehrgangsteilnehmer bezüglich neuester Erkenntnisse und Weiterentwicklungen.
- Die „Tactical Phase“ ist die Phase in der sich der Kurs sowohl im Simulator als auch fliegerisch weiterbildet und mit fortschreitendem Kursverlauf die Lehrgangsteilnehmer mit zunehmend komplexeren Szenarien konfrontiert.
- Während des „Mission Employment“ nimmt der deutsche WIC an der Abschlussübung „Cobra Warrior“ des britischen „QWIC“ (Qualified Weapons Instructor Course) der Royal Air Force teil, in der gemeinsam mit der RAF, sowie der italienischen Aeronautica Militare die WUGs das bis dahin Erlernte in einem „Large Forces Employment“ auf internationaler Bühne anwenden müssen.

Mit Absolvieren des Waffenlehrerlehrgangs erwerben die Kursteilnehmer das höchste Können, Air-to-Air und Air-to-Surface Missionen zu leiten, zu planen, durchzuführen und diese anschließend auszuwerten. Ihre Fähigkeiten umfassen Human Factors, Large Forces Mission Planning, taktische Führungsverantwortung, vor allem jedoch die Analyse sogenannter „Base Line Threats“ und die Entwicklung taktischer Lösungsverfahren.
Die Waffenlehrer verfügen über den „Combat Ready“ Status in ihrem jeweiligen Fachbereich und sind Experten für Waffensystemintegration sowie Ausbildungskonzepte. Diese Experten gewährleisten ein hohes Niveau an Professionalität und Standardisierung und dienen in ihren jeweiligen Verbänden als Multiplikatoren. Sie sind der Ansprechpartner für sämtliche taktische Belange wie Fähigkeiten- und Waffensystementwicklung in den Kommandobehörden.
Zu den Bereichen, die bereits über Waffenlehrer verfügen, zählen Eurofighter, Tornado, Jägerleitoffiziere, sowie militärisches Nachrichtenwesen. Um für zukünftige Herausforderungen gewappnet zu sein, leistet die Waffenschule Luftwaffe einen entscheidenden Beitrag für die stetige Weiterentwicklung der Luftwaffe durch die Generierung von Luftkriegsexperten und Harmonisierung von operationellen Verfahren verschiedener Waffensysteme.

### Kommandeure
| Dienstgrad     | Name               | Beginn             | Ende               |
| -------------- | ------------------ | ------------------ | ------------------ |
| Oberstleutnant | Dirk Pingel        | 1. Oktober 2019    | 13. September 2024 |
| Oberstleutnant | Andreas Neumeister | 13. September 2024 |                    |

## Ehemalige Waffenschulen der Luftwaffe (1957–1983)
Waffenschule der Luftwaffe war die Bezeichnung für inzwischen aufgelöste fliegerische Ausbildungsrichtungen der Luftwaffe. Es gab drei Waffenschulen der Luftwaffe (WaSLw): die WaSLw 10, WaSLw 30 und WaSLw 50. Hauptauftrag dieser Schulen war die taktische Ausbildung von Piloten auf den Einsatzmustern. Die WaSLw waren ein wesentlicher Baustein zur Herstellung und zum Erhalt der personellen Einsatzbereitschaft der fliegenden Kampfverbände der Luftwaffe.

### Waffenschule der Luftwaffe 10

Wappen der WaSLw 10

Die Waffenschule der Luftwaffe 10 (WaSLw 10) wurde am 1. April 1957 in Nörvenich mit kanadischen F-86 Sabre Mk. 5 aufgestellt. Im September des gleichen Jahres verlegte der Verband nach Oldenburg und nahm dort im November 1957 den Flugbetrieb auf. Zunächst unterstützt durch Fluglehrer der Royal Canadian Air Force aus Zweibrücken, war ihr Auftrag die Ausbildung zukünftiger Flugzeugführer für Strahlflugzeuge auf dem jeweiligen Einsatzmuster. In der Anfangsphase der Luftwaffe wurde so ein Personalstamm für die neu aufzustellenden Jagdgeschwader der Luftwaffe geschaffen.
Mit Beginn der Einführung des Lockheed F-104 Starfighters wurde im Januar 1960 eine Ausbildungsstaffel F-104 als 4. Staffel der Waffenschule 10 in Nörvenich aufgestellt. Die Ausbildung der zukünftigen Piloten des Jagdbombergeschwaders 31 erfolgte im April 1961 auf der doppelsitzigen F-104F. Im Juni 1962 kamen beim Unfall von vier F-104 der Kunstflugstaffel der 4. Staffel bei einem Übungsflug alle vier Piloten ums Leben.
Nachdem Ende 1962 bereits die Staffeln aus Oldenburg nach Jever verlegten, wurden dort 1964 alle Teile des Verbands zusammengeführt.
Nachdem die Grundschulung und Waffensystemausbildung in die USA verlagert worden war, erfolgte in Jever zentralisiert die sogenannte Europäisierung, also die Ausbildung im europäischen Luftraum und unter europäischen Wetterbedingungen.
Im Juli 1983 wurde die Waffenschule der Luftwaffe 10 als letzte Waffenschule aufgelöst. Sie ging im Jagdbombergeschwader 38 auf.

### Waffenschule der Luftwaffe 30
Im Januar 1957 wurde die Waffenschule der Luftwaffe 30 (WaSLw 30) auf dem Flugplatz Fürstenfeldbruck aufgestellt. Ihr Auftrag war die Ausbildung von Jagdbomberflugzeugführern auf der amerikanischen F-84F Thunderstreak. Von diesem Typ waren im November 1956 zwanzig Maschinen an die Luftwaffe übergeben worden. Im Juli 1957 verlegte die erste Staffel auf den Fliegerhorst Büchel mit dem Auftrag, das Jagdbombergeschwader 31 aufzustellen. Dieses verlegte im Folgejahr an seinen endgültigen Standort Nörvenich.
Im Juli 1958 ging aus dem Stab sowie der 1. und 2. Staffel der Waffenschule das Jagdbombergeschwader 33 hervor. Die 3. Staffel wechselte die Unterstellung zur Waffenschule der Luftwaffe 50. Die Waffenschule der Luftwaffe 30 wurde gleichzeitig aufgelöst.
Kommandeur der Waffenschule der Luftwaffe 30 war von November 1957 bis Juni 1958 Major Walter Krupinski.

### Waffenschule der Luftwaffe 50

Wappen der WaSLw 50 (bis 1964)

Wappen der FFS B (bis 1964)

Wappen der WaSLw 50 (ab 1964)

Die Waffenschule der Luftwaffe 50 (WaSLw 50) wurde im Februar 1958 in Erding mit RF-84F zunächst zur Ausbildung der Aufklärungsflugzeugführer der Luftwaffe aufgestellt. Zugleich bildete sie den personellen Grundstock für die Aufklärungsgeschwader 51 und 52.
Im Jahr 1960 begann die Ausrüstung mit dem Waffensystem Fiat G.91 und 1964 wurde der Verband nach Fürstenfeldbruck verlegt.
Dort fusionierte er mit der Flugzeugführerschule „B“ (FFS B), die seit 1956 zur Schulung und Inübunghaltung die Lockheed T-33 verwendete.
Deren Auftrag, die Grund- und Fortgeschrittenenschulung auf strahlgetriebenen Kampfflugzeugen, wurde ab 1967 in die USA verlagert.
Ab 1971 wäre aus der Waffenschule der Luftwaffe 50 im Verteidigungsfall das Leichte Kampfgeschwader 49 hervorgegangen.
Im Oktober 1978 erfolgte die Umgliederung und Umbenennung der Waffenschule in Jagdbombergeschwader 49.
Zusätzliche Aufgaben der Waffenschule der Luftwaffe 50 waren ab April 1964 die Ausbildung von Fliegerleitoffizieren in der Lehrgruppe Luftunterstützung und ab 1972 die Eignungsfeststellung für Anwärter des fliegerischen Dienstes, welche inoffiziell als Screening bezeichnet wurde.